# Małoje Gorod´kowo
Małoje Gorod´kowo (ros. Малое Городьково) – wieś (ros. село, trb. sieło) w zachodniej Rosji, centrum administracyjne sielsowietu małogorodźkowskiego w rejonie konyszowskim (obwód kurski).

## Geografia
Miejscowość położona jest nad ruczajem Gorodźkow (dopływ rzeki Prutiszcze w dorzeczu Sejmu), 18 km na północny wschód od centrum administracyjnego rejonu (Konyszowka), 49 km na północny zachód od Kurska.
We wsi znajdują się 104 posesje.
Klimat
Miejscowość, jak i cały rejon, znajduje się w strefie klimatu kontynentalnego z łagodnym ciepłym latem i równomiernie rozłożonymi opadami rocznymi (Dfb w klasyfikacji klimatów Köppena).

## Demografia
W 2010 r. wieś zamieszkiwało 205 osób.